# Kostel svatého Jakuba Většího (Guntramovice)
Kostel svatého Jakuba Většího stojí na katastrálním území Guntramovice města Budišov nad Budišovkou. Barokní římskokatolický kostel z 18. století náleží pod římskokatolickou farnost Budišov nad Budišovkou, děkanát Opava, diecéze ostravsko-opavské a byl zapsán s ohradní zdí do Ústředního seznamu kulturních památek ČR.

## Historie
V roce 1736 byl postaven zděný kostel na místě původního dřevěného kostela ze 16. století (asi z roku 1537). Nový kostel byl zasvěcen svatému Jakubovi Většímu. Dne 28. června 1758 proběhl u Guntramovic střet rakouských a pruských vojsk (bitva u Domašova), při kterém byla vypálená celá obec a dělostřeleckou palbou pobořen a vypálen i kostel. Při požáru se roztavily i čtyři kostelní zvony. Obnova a vysvěcení proběhla v roce 1759. Pro kostel byly ulity tři zvony zvonařem Volfgangem Straubem a jeden zvon Melicharem Schwanem z Olomouce. Opravy kostela proběhly v roce 1795 a 1814–1818, poslední v osmdesátých letech 20. století. 

## Architektura

### Exteriér
Kostel je orientovaná jednolodní zděná omítaná stavba s půlkruhovým závěrem (kněžištěm). Na severní straně ke kněžišti je přisazena čtyřboká sakristie, na jižní straně lodi je předsíň s bočním vchodem. Ze západního průčelí osově vystupuje hranolová zděná třípatrová věž, která je ukončena helmicí a krytá břidlicí. Dvouhřebenová sedlová střecha kryje loď a kněžiště, nad půlkulatým závěrem je střecha zvalbená, sakristie má sedlovou střechu s valbou. Jako krytina střech je požívána břidlice. Na východní straně střechy lodi je umístěn sanktusník. Fasáda je hladká s okny, které mají půlkulatý záklenek.

### Interiér
Hlavní vchod do kostela vede podvěžím. Loď a sakristie mají valenou klenbu s výsečemi, kněžiště je zaklenuto konchou s výsečemi. Kruchta a podkruchtí je zaklenuto valeně. Výmalba kostela je z roku 1911. Vybavení interiéru je z konce 18. a počátku 19. století.

## Okolí
Kolem kostela je ohradní zeď postavená z lomového kamene a je krytá velkými břidlicovými deskami. Zděná omítnutá vstupní brána na půdorysu obdélníku má sedlovou střechu krytou břidlicí. V trojúhelníkovém zděném štítu ze strany vstupu je výklenek, ze strany kostela je kruhový otvor. Vstup má půlkruhový záklenek s prosklenými dveřmi na kostelní straně. Mezi zdí a kostelem je hřbitov. Zeď je památkově chráněna společně s kostelem.